# Nannocyrtopogon oculatus
Nannocyrtopogon oculatus är en tvåvingeart som beskrevs av Wilcox och Martin 1936. Nannocyrtopogon oculatus ingår i släktet Nannocyrtopogon och familjen rovflugor.
Artens utbredningsområde är Kalifornien. Inga underarter finns listade i Catalogue of Life.